# Каменский музей декоративно-прикладного искусства и народного творчества

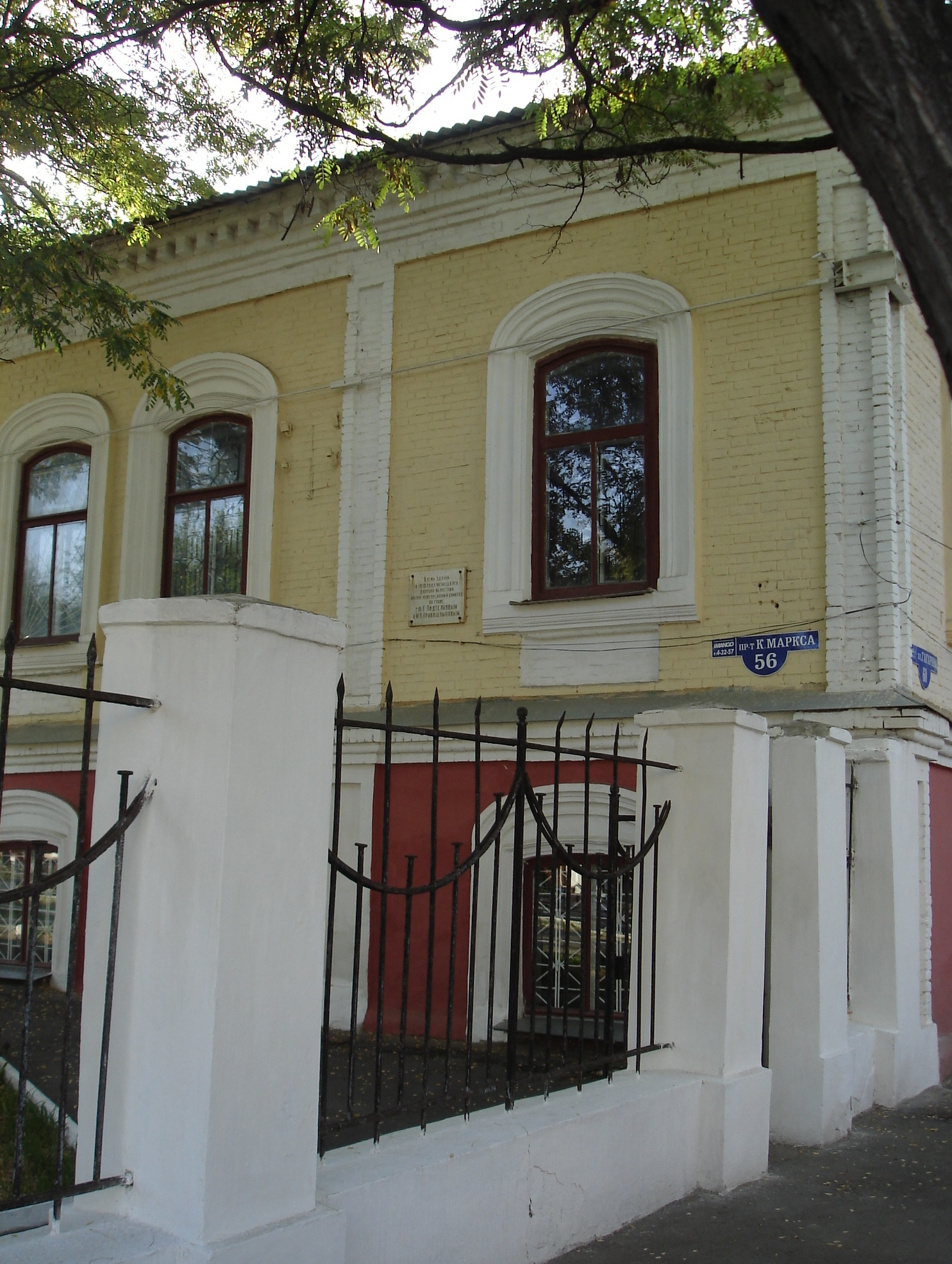
Здание военно-революционного комитета (ныне здание музея)

Каменский музей декоративно-прикладного искусства и народного творчества — музей в городе Каменск-Шахтинский, Ростовская область.

## История
Каменский историко-краеведческий музей был создан 19 апреля 1969 года по инициативе Совета ветеранов войны и труда города.
Здание музея построено полковником казачьих войск Петром Михайловым.
Первоначально музей имел статус  общественного-народного музея.
До 1992 года музей был историко-краеведческим и относился к филиалу Ростовского областного музея краеведения. В соответствии с Постановлением главы Администрации Ростовской области от 23.10.1992 года № 422 "О преобразовании филиалов государственных музеев в самостоятельные музеи" Каменский краеведческий музей был преобразован в самостоятельный государственный музей — государственное учреждение культуры областного подчинения.
В 2003 году произошло переименование музея был в государственное областное учреждение культуры "Каменский музей декоративно-прикладного искусства и народного творчества" (Постановление Администрации Ростовской области от 07.08.2002 г. № 370).
Собрание Каменского музея предлагает вниманию посетителей 15 коллекций: «Этнография», «Оружие», «Письменные источники», « Декоративно-прикладное искусство», «Живопись», «Скульптура», «Графика», «Нумизматика», «Археология», «Естественно-научная», «Фото», «Радиоаппаратура и фототехника», «Сувениры», «Часы», «Игрушки».
В настоящее время экспозиция музея повествует об  истории обширного района Ростовской области (г. Каменск-Шахтинский с 1954 по 1955 год был областным городом), раскрывая историю его территориального, этнического и социального формирования.
Основную часть коллекции «Этнография» составляют предметы казачьего быта. Наиболее ценными экспонатами этой коллекции являются насека XVIII века, которая выполнена с инкрустацией серебряной проволоки по дереву в технике «скань») ― атрибут атаманской власти и казачье седло начала XIX века (с тесненной кожей и инкрустацией серебряными элементами).
Особой ценностью музейного собрания являются  экспонаты фонда из драгоценных металлов (коллекция предметов быта ручной работы из серебра XVII — начала XX веков). Все эти предметы были найдены в захоронениях по берегам Северского Донца.
В связи с тем, что музей был создан как краеведческий, комплектование музейного фонда проводилось в основном по истории Донского казачества. Станица Каменская, основанная в 1671 году, является одним из самых ранних донских казачьих поселений и представляет собой весьма густо населённый район, окружена 36 хуторами и станицами.
В коллекции «Оружие» представлены образцы огнестрельного и холодного оружия начала XIX—XX веков.
Самой обширной является коллекция «Письменные источники», которая насчитывает свыше 11 тысяч единиц хранения. Значительную часть коллекции составляют личные архивы участников революционных событий и Гражданской войны на Дону Е. Щаденко и Ф. Подтелкова; документы жителей Каменска, принимавших участие в сражениях Великой Отечественной войны [в том числе 15-ти Героев Советского Союза, 6-ти Кавалеров Ордена Славы], метрические книги церквей станицы Каменской.
В коллекции «Декоративно-прикладное искусство» собраны экспонаты, относящиеся к различным направлениям прикладного искусства: палехская лаковая миниатюра; жостовские подносы; хохломская роспись.
В связи с изменением профиля музея наибольшее внимание стало уделяться пополнению коллекции предметами декоративно-прикладного творчества, изделиями местных народных промыслов.
В коллекции «Живопись» собраны иконы. Самая ранняя из представленных датируется XVIII веком, а также  картины донских художников. Главной гордостью  коллекции считается картина «Урожай» Я. Минченкова, члена Товарищества художников – передвижников.
Коллекция «Скульптура» — самая малочисленная из имеющихся в музее. В ней представлены фигурки в технике чугунного литья и из фаянса (г.Дулево).
В основе коллекции «Графика» — изделия промышленной графики: афиши, буклеты, открытки, марки, спичечные этикетки. Местный колорит коллекции — донские винные этикетки конца XIX – начала XX в.в. и поздравительные открытки 1906―1910 гг.
Основная часть коллекции «Нумизматика» ― это монеты от самого раннего периода [самая древняя здесь ― античная монета Боспорского царства] до 90-х годов XX в.
Коллекция «Археология» представляет каменное оружие и орудия труда первобытных людей, бронзовые и глиняные сосуды II тыс. до н.э., которые были обнаружены при раскопках курганов на территории Ростовской области.
Коллекция «Естественно-научная» весьма многочисленна.
В  залах природы Донского края, которые включают в себя серию крупных диорам: «Животный мир степи», «Лесостепь», «Болото», «Водоемы» и отдельный раздел «Домашние животные», вниманию посетителей музея предлагаются чучела животных, птиц и рыб Ростовской области, останки реликтовых животных ледникового периода, а также образцы растительности, минералы и полезные ископаемые региона. Здесь же посетители могут познакомиться с коллекцией яиц большинства птиц, обитающих в Ростовской области.
Коллекция «Фото» состоит из нескольких фондов: фотографии видов и жителей станицы Каменской, событий и участников Гражданской и Великой Отечественной войн, советского периода, включая историю города Каменска с 1954 г. по 1957 г. как центра Каменской области.
Коллекция «Радиоаппаратура и фототехника» собрала такие экспонаты, как радиоприёмники, репродукторы, магнитофоны 50—80-х годов XX в. и фототехнику 20—80-х годов XX в.
В коллекции «Часы» представлены часы конца XIX — середины XX вв.
Ценностью коллекции «Игрушки» являются уникальные авторские куклы ― персонажи сказок различных народов мира.
До 1992 года музей относился к филиалу Ростовского областного музея краеведения, затем стал самостоятельным государственным музеем — государственным учреждением культуры областного подчинения. В 2003 году музей был переименован в государственное областное учреждение культуры «Каменский музей декоративно-прикладного искусства и народного творчества».
В 2008 году экспозиционную площадь и площадь фондохранилища были увеличены за счёт открытия нового выставочного павильона. В коллекции музея среди прочих экспонатов представлена картины художника-передвижника Якова Минченкова.
Экспозиционно-выставочная площадь музея составляет 290 м², временных выставок — 198,6 м², фондохранилищ — 12,6 м², парковая — 0,2 га. Единиц хранения — около 30 тысяч. Музей участвует в ежегодной акции «Ночь музеев».
Адрес-
Музей располагается по адресу: Ростовская обл., г. Каменск-Шахтинский, просп. Карла Маркса, 56. В 1918 году в этом здании размещался Военно-революционный комитет съезда казаков-фронтовиков Дона, поэтому оно является памятником истории и объектом культурного наследия. Перед зданием установлен памятник Ф. Г. Подтёлкову и М. В. Кривошлыкову, возглавлявшим военно-революционный комитет.